# 1313 Berna
Berna (asteroide 1313) é um asteroide binário da cintura principal, a 2,1051471 UA. Possui uma excentricidade de 0,2075107 e um período orbital de 1 581,33 dias (4,33 anos). Foi descoberto em 24 de agosto de 1933 por Sylvain Arend.
O satélite de Berna foi descoberto a partir de observações de curva de luz feitas entre 6 e 12 de fevereiro de 2004. Foi anunciado em 12 de fevereiro de 2004.